# Tro, Håb + Kærlighed
Tro, Håb + Kærlighed är ett samlingsalbum av den danska sångerskan Trille som utgavs av skivbolaget Exlibris (EXLCD 50041) till hennes 70-årsdag den 6 mars 2015. Albumet innehåller en samling av hennes sånger om evig tro på och hopp om kärlek.

## Låtlista
1. En lille bunke krumme
2. Højtid
3. Under den høje himmel
4. Sig noget
5. Altid har jeg længsel
6. Ud i krogene
7. De små skridts tunge dans
8. Halvmånetid
9. Brød i ovnen
10. Indeni/udenpå
11. Tværs gennem min drøm
12. Glæder mig til lige nu